# Maurice Goulon
Maurice Marie Paul Goulon fue un profesor de medicina francés, nacido el 3 de febrero de 1919 en Turín (Italia) y fallecido el 14 de abril de 2008 en París. Fue un pionero en la medicina intensiva. Era miembro de la Academia Nacional de Medicina de Francia. (Académie Nationale de Médecine).

## Formación
Fue hijo de un director de fábrica de la empresa Michelin. Después de la escuela primaria en Turín, estudió en el Colegio Jesuita de Saint-Clément en Metz antes de comenzar sus estudios de medicina en la Facultad de Medicina de Nancy. Movilizado en 1939, fue médico militar durante la Segunda Guerra Mundial. En 1945 defendió su tesis doctoral.

## Carrera
Ayudado por el profesor Pierre Mollaret, desarrolló en París una nueva disciplina: la reanimación respiratoria o medicina intensiva.
Las epidemias de Poliomielitis en Suecia y Dinamarca de los años cincuenta convencieron a los médicos y fabricantes de los ventiladores mecánicos para su utilización fuera de los quirófanos. Desde el inicio de la medicina intensiva aparecieron nuevas situaciones médicas desconocidas hasta ese momento, como el estado de muerte cerebral.
En 1959, publicó con Pierre Mollaret un artículo fundamental sobre la muerte encefálica, que Mollaret y Goulon denominaban coma dépassé.